# Steinkreis von Cloghchurnel
Der Steinkreis von Cloghchurnel, der auf den historischen Karten als Druidenkreis und Fort markiert ist, liegt im gleichnamigen Townland (irisch Cloch Choirnéil) auf einem Hügel 3,1 km nordöstlich von  Granard im Nordosten des County Longford in Irland nördlich der hier etwa 10 km langen Wälle des Black Pig’s Dyke oder Black Ditch (irisch Gleann na muice duibhe – deutsch „Wall der schwarzen Schweine“). Er ist einer von knapp 200 Steinkreisen in Irland. Die irischen Steinkreise haben Durchmesser zwischen drei und 60 Metern und konzentrieren sich primär in den Grafschaften Tyrone (Nordirland) und Cork. 
Der unvollständige Steinkreis von Cloghchurnel mit einem Durchmesser von etwa 30 Metern liegt auf privatem Land, etwa 15 Meter von der Straße. Die 19 erhaltenen 0,3 bis zu 1,75 Meter hohen Steine bilden einen Halbkreis von Ost nach West. Der höchste Stein liegt im Südosten und ist 77 Zentimeter breit und 1,05 Meter dick.
Östlich von Granard liegt der Steinkreis von Cartronbore.